# قلعه تخت‌کوه
قلعه تخت‌کوه مربوط به دوران‌های تاریخی پس از اسلام است و در شهرستان دلیجان، بخش مرکزی، روستای رباط ترک واقع شده و این اثر در تاریخ ۱۰ دی ۱۳۸۱ با شمارهٔ ثبت ۶۹۶۵ به‌عنوان یکی از آثار ملی ایران به ثبت رسیده‌است.
قلعه تخت کوه بر بالای صخره ای آهکی در دامنه کوهی به همین نام و در شمال غرب روستای رباط ترک ۶ کیلومتری جاده هواصلاتی اصفهان – تهران واقع شده‌است. این بنا از ساخته‌های دوره اسلامی می‌باشد قلعه تخت کوه دارای پلانی مستطیل شکل و در جهت جنوب غربی – شمال غربی بنا شده‌است.
قلعه با سنگ‌های نامنظم آهکی همان کوه و با ملات ساخته شده‌است. ارتفاع باقیماندهٔ دیوارها بین ۱ تا ۵ متر و ضخامت دیوارها ۱ تا ۵/۱ متر می‌باشد دیوار جنوب غربی و غربی تقریباْ سالم مانده ودیوارهای شمال شرق و شرق قلعه تخریب شده‌اند.
قلعه دارای چهار برج توخالی بوده که بجز برج جنوب غربی بقیه تقریباْ سالم مانده‌اند بالای برج‌ها با چینه ساخته شده که در حال حاضر بین نیم تا یک متر از چینه باقی مانده‌است.
در داخل قلعه آثاری از دیوارهای بناهای داخلی به چشم می‌خورد که محدوده سه اتاق در جنوب غربی قلعه مشاهده می‌گردد. همچنین در قسمت جنوب غربی قلعه خارج از بنا آثاری از دیواری به طول ۷۰/۵ متر و ضخامت ۱ متر و ارتفاع ۲۰ سانتی‌متر باقی‌مانده که ساخت و سازهایی در خارج از قلعه‌است. در قسمت جنوب و شرق صخره سنگی زیر قلعه کنده شده که در حال گذشته گله داران از آن به عنوان پناهگاه گوسفندان استفاده می‌کنند.
قسمتهایی از این قلعه تاریخی در زمستان سال۱۳۹۰ به دست افراد ناشناس به جهت جستجوی گنج تخریب گردیده‌است.